# Gyula Török (Boxer)
Gyula Török (* 24. Januar 1938 in Kispest, Königreich Ungarn; † 12. Januar 2014 in Budapest, Ungarn) war ein ungarischer Boxer. Er war Olympiasieger 1960 im Fliegengewicht.

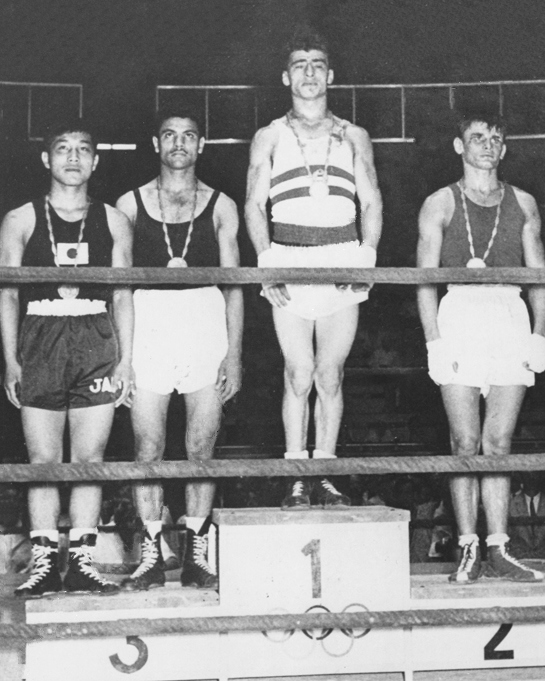
Gyula Török, zweiter von rechts (1960)

## Werdegang
Gyula Török begann als Jugendlicher mit dem Boxen. Er startete zunächst für den Tatabánya Bányász Sport Club, dann für Vörös Lobogo Budapest und schließlich für MTK Budapest. Er gehörte bereits im Juniorenbereich zu den herausragenden ungarischen Boxern jener Jahre. Seit 1958 startete er mit großen Erfolgen bei den ungarischen Meisterschaften der Senioren. Bei einer Größe von 1,61 Metern startete er zunächst im Fliegengewicht (Klasse bis 51 kg Körpergewicht) und ab 1961 im Bantamgewicht (Klasse bis 54 kg Körpergewicht).
Im Jahre 1959 begann auch seine internationale Karriere. Er startete in diesem Jahr bei der Europameisterschaft in Luzern und besiegte dort im Halbfinale den sowjetischen Meister Wladimir Stolnikow. Erst im Finale fand er in dem Deutschen Manfred Homberg seinen Meister, der ihn nach Punkten schlug und auf den 2. Platz verwies.
1960 feierte er bei den Olympischen Spielen in Rom den größten Erfolg seiner Karriere. Er wurde Olympiasieger im Fliegengewicht. Bevor er diesen Erfolg einheimsen konnte, musste er fünf starke Konkurrenten schlagen. Er siegte über Lasso Mesa aus Spanien durch K. o. in der 1. Runde, über Rocco Gattelari aus Australien (5:0), Miguel Angel Botta aus Argentinien (5:0) und Abdelmoneim El-Guindi aus Ägypten (4:1) nach Punkten. Im Endkampf hatte er bei Sergei Siwko, den sowjetischen Starter härtesten Widerstand zu brechen, ehe er mit 3:2 Richterstimmen zum Punktsieger erklärt wurde und Olympiasieger war.
Im Jahre 1961 startete er bei der Europameisterschaft in Belgrad im Bantamgewicht. Er gewann dort seinen ersten Kampf gegen Johansen aus Norwegen, verlor aber im Viertelfinale gegen Primo Zamparini aus Italien und kam damit auf den 5. Platz.
Im Jahre 1964 versuchte Gyula Török bei den Olympischen Spielen in Tokio noch einmal sein Glück, verlor dort aber schon seinen ersten Kampf durch technischen K. o. in der 2. Runde gegen Oleg Grigorjewitsch Grigorjew aus der Sowjetunion, als er wegen einer klaffenden Augenbrauenverletzung nicht weiterboxen konnte und erreichte damit nicht einmal das Achtelfinale. Zusammen mit den Verlierern seiner Runde kam er auf den 17. Platz.
1966 beendete Gyula Török seine Boxerlaufbahn. Er absolvierte eine Trainerausbildung und wurde Trainer bei Csepel Budapest.

## Internationale Erfolge
(OS = Olympische Spiele, EM = Europameisterschaft, Fl = Fliegengewicht, Ba = Bantamgewicht, bis 51 kg bzw. 54 kg Körpergewicht)
- 1959, 2. Platz, EM in Luzern, Fl, mit Siegen über Charles Reiff, Luxemburg, Paolo Curcetti, Italien u. Wladimir Stolnikow, UdSSR u. einer Niederlage gegen Manfred Homberg, Bundesrepublik Deutschland;
- 1960, 1. Platz, Honved-Cup in Budapest, Fl;
- 1960, Goldmedaille, OS in Rom, Fl, mit Siegen über Lasso Mesa, Spanien, Rocco Gattelani, Australien, Miguel Angel Botta, Argentinien, Abdelmoneim El-Guindi, Ägypten u. Sergei Siwko, UdSSR;
- 1961, 5. Platz, EM in Belgrad, Ba, mit einem Punktsieg über Johansen, Norwegen u. einer Punktniederlage gegen Primo Zamparini, Italien;
- 1964, 17. Platz, OS in Tokio, Ba, nach einer Niederlage gegen Oleg Grigorjewitsch Grigorjew, UdSSR

## Ungarische Meisterschaften
(soweit bekannt)
- 1961, 1. Platz, Ba,
- 1962, 1. Platz, Ba,
- 1964, 1. Platz, Ba

## Länderkämpfe
- 1956 in Rzeszów, Polen gegen Ungarn (Junioren), Fl, Punktniederlage gegen Adam Romaniszyn,
- 1957 in Budapest, Ungarn gegen Polen, Fl, Punktsieg über Dazimierz Rzesnikiewicz,
- 1958 in Wrocław, Polen gegen Ungarn, Fl, Punktniederlage gegen Henryk Kukier,
- 1958 in Budapest, Ungarn gegen DDR, Fl, Punktniederlage gegen Otto Babiasch,
- 1958 in Moskau, UdSSR gegen Ungarn, Fl, Punktniederlage gegen Miron Mucha,
- 1959 in Berlin (Ost), DDR gegen Ungarn, Fl, Punktsieger über Harry Schwer,
- 1961 in Budapest, Ungarn gegen Bulgarien, Ba, Punktsieger über Kostadin Georgiew,
- 1962 in Budapest, Ungarn gegen Polen, Ba, Punktsieger über Brunon Bendig,
- 1962 in Sofia, Bulgarien gegen Ungarn, Ba, Punktsieger über Michailo Mitsew,
- 1962 in Plowdiw, Bulgarien gegen Ungarn, Ba, Punktsieger über Kostadin Georgiew,
- 1962 in Budapest, Ungarn gegen Tschechoslowakei, Ba, Abbruchsieger 1. Runde über P. Chochola,
- 1962 in Lodz, Polen gegen Ungarn, Ba, Punktsieger über Brunon Bendig,
- 1962 in Kalisz, Polen gegen Ungarn, Ba, Punktniederlage gegen Stanislaw zydaczek,
- 1964 in Budapest, Ungarn gegen Jugoslawien, Ba, unentschieden gegen Dragan Rankovic,
- 1964 in Budapest, Ungarn gegen England, Ba, Punktsieger über Jimmy Isaac